# Лекмартово
Лёкмартово — деревня в составе Чердынского городского округа Пермского края.

## Географическое положение
Деревня расположена в 25 километрах на запад от центра городского округа города Чердынь на полпути между селом Бондюг и посёлком Кушмангорт.

## Климат
Климат умеренно-континентальный с продолжительной холодной и снежной зимой и коротким летом. Снежный покров удерживается 170—190 дней. Средняя высота снежного покрова составляет более 70 см, в лесу около 1 метра. В лесу снег сохраняется до конца мая. Продолжительность безморозного периода примерно 110 дней.

## Достопримечательности
В деревне находится полуразрушенная деревянная церковь Георгия Победоносца 1897 года постройки.

## Население
Постоянное население было 57 человек (2002), 96 % русские, 23 человека (2010). 